# 一一
《一一》（英語：Yi Yi: A One and a Two）是2000年由楊德昌執導的台灣電影，本片以一户居住在台北的中年夫妇简南峻（吴念真饰演）和敏敏（金燕玲饰演）为中心，透过他们的亲人和社会关系展开多条线索进行叙事，展现日常琐碎生活中的众生相，旨在探讨家庭、爱情、亲情和生命等人生课题的真实意义。
《一一》被認為是「新台北三部曲」的最後一部作品（前敘《獨立時代》及《麻將》），本片於第53屆坎城影展正式競賽單元中首映，並獲得最佳導演獎。《一一》名列該年法國《電影筆記》年度10大佳片第7名，並獲得紐約影評人協會獎、洛杉磯影評人協會獎最佳外語片，以及國家影評人協會獎最佳影片。目前本片被認為是21世紀最偉大的電影之一。

## 劇情簡介
在台北市住著一戶中產階級的家庭：丈夫簡南峻，人稱NJ。他與妻子敏敏、16歲的大女兒婷婷、年僅8歲的小兒子洋洋、和敏敏的母親共同生活著。
敏敏的弟弟阿弟篤信命數，想要一步登天。他與女友小燕奉子成婚，但婚禮中發生了一系列的麻煩事，先是阿弟的舊情人雲雲出現在婚禮上大吵大鬧。之後在電梯口，簡南峻與自己30年前的舊情人阿瑞相遇，接著是婆婆因腦溢血倒在自家垃圾場，陷入昏迷狀態。婷婷認為是自己貪看鄰人談戀愛忘了清理垃圾以至婆婆倒垃圾時出意外，深感內疚，將婆婆的昏迷不醒當成對自己的懲罰，卻也不敢讓別人知道。
醫生告誡家人需要每天輪流跟婆婆講話，以幫助其康復。每個人面對著沉睡中的婆婆漸漸詞窮，最後不得不請護士念報紙来解脫尴尬困境。小兒子洋洋因為不明此舉的意義，更是一句話也講不出來。精神崩潰的敏敏上山入寺修行以求精神上的解脫，NJ對之不置可否。
新搬来的鄰居莉莉和她的男友吵架了，两人分手後，原為莉莉男友的胖子開始主動和婷婷約會。在愛情中摸索的婷婷不經意地走上自己父親30年前的老路，得知胖子真正愛的人不是自己，他的内心深處還在愛著莉莉，這一切都讓婷婷覺得悲傷。
NJ與同學合夥的公司短視近利，對有誠意合作的日本客戶首鼠兩端，令NJ既憤怒又沮喪。
兒子洋洋受父親的影響愛上了照相機，他覺得人只能看到一半的事情——只能看到前面，看不到後面，於是他開始拍攝人的背面，用兒童單純而奇特的視角拍攝周圍的生活。他在學校受濫權的主任刁難，便用自己的手段報復主任。卻對愛打小報告的女同學產生異樣情愫。
莉莉發現自己母親與老師有染，無法接受。婷婷某日回家時見到莉莉的老師衣衫不整神情慌張的走出莉莉家，莉莉母親人卻還在樓下，暗示屋中發生了難以啟齒的情節。
胖子在分手後還是一直關注著莉莉，由於認為莉莉和她的老師關係曖昧，終於等在她家樓下殺了那個男人。
簡南峻藉著去日本出差的機會和舊情人阿瑞重敘舊情，卻無法從頭再来。與日本客戶的合作終因公司立場再度變卦而告吹。一切都令他深受打擊。
敏敏修行回家，終於有了平靜。NJ沒做出對不起家人的事，一切恢復原樣。婷婷終於在婆婆過逝之前找到救贖。
在婆婆的葬禮上，洋洋念了一段自己寫的長文告別婆婆。

## 人物角色
| 角色名稱       | 演員                    | 備註                     |
| -------------- | ----------------------- | ------------------------ |
| 簡南峻／NJ     | 吳念真                  |                          |
| 大田先生       | 一成尾形                | NJ的日本合作對象         |
| 敏敏           | 金燕玲                  | 簡南峻的妻子             |
| 簡婷婷         | 李凱莉                  | 簡南峻的女兒             |
| 簡洋洋         | 張洋洋                  | 簡南峻的兒子             |
| 阿弟           | 陳希聖                  | 簡南峻的小舅、敏敏的弟弟 |
| 阿瑞（Sherry） | 柯素雲                  | 簡南峻的舊情人           |
| 大大           | 陶傳正                  | NJ公司的合夥人           |
| 小燕           | 蕭淑慎                  | 阿弟的妻子               |
| 蔣莉莉         | 林孟瑾                  | 鄰居蔣太太的女兒         |
| 胖子           | 張育邦                  | 莉莉的男朋友             |
| 婆婆           | 唐如韞                  | 簡南峻的岳母             |
| 蔣太太         | 徐淑媛                  | 南峻一家的鄰居           |
| 雲雲           | 曾心怡 （聲音：范瑞君） | 阿弟的舊情人             |

### 客串
| 角色名稱   | 演員   | 備註                       |
| ---------- | ------ | -------------------------- |
| 美國       | 李永豐 | 阿弟的同學                 |
| 舒歌       | 舒國治 | NJ公司的合夥人             |
| 立忍       | 戴立忍 | 阿弟的同學                 |
| 綸綸       | 柯宇綸 | 咖啡店的客人               |
| 主任       | 劉亮佐 | 國小主任，對洋洋極其嚴厲。 |
| 程禮華老師 | 陳立華 | 蔣太太的情人、莉莉的老師   |
| 陳警員     | 陳以文 | 協助雲雲和阿弟的警員       |
|            | 宋少卿 | NJ公司金主黃董的財務經理   |
| 黃董       | 羅北安 | NJ公司的金主               |
|            | 鄧安寧 | 阿弟的同學                 |
|            | 范瑞君 | 阿弟的同學                 |
|            | 唐從聖 | 咖啡店的客人，綸綸的朋友。 |

## 製作和選角
《一一》的拍攝從1999年4月8日開始至1999年8月21日。在此之前，楊德昌的劇本要求孩子們的年齡是10歲和15歲，但楊後來找到了簡洋洋和李凱莉（從未演過戲）。拍攝開始時，該兩位演員的年紀分別是8歲和13歲。楊因此對劇本進行了相應的修改。

## 配樂
《一一》配樂中的鋼琴曲大部分由楊德昌的妻子皆鋼琴演奏家彭鎧立所演奏，並演奏了著名的音樂作品，如路德維希·范·貝多芬的月光奏鳴曲和约翰·塞巴斯蒂安·巴赫的 E 小調託卡塔 (巴哈作品目錄)。彭鎧立在片中客串了一個大提琴手，她和飾演鋼琴家的丈夫一起演奏貝多芬的第一大提琴奏鳴曲。

## 上映
雖然《一一》獲得了多項大獎，卻因楊德昌對台灣電影的發行生態遭少數人把持的情況深感不滿，擔心會被草草上檔就此被犧牲掉，於是決定不在台灣上映本片。期間台灣除偶爾有影展放映之外，未正式於電影院上映，亦未發行DVD，直到楊德昌逝世10週年的2017年7月28日才正式在台上映。
另外，中文片名直書兩個「一」字則會變成「二」字，形成不同的意思；《一一》的英譯片名也饒富意味地翻譯成。也是爵士樂奏者演奏前以來數拍子。

## 家庭媒體
本片已由标准收藏發行，收錄經過全新數位修復的電影，以及搭載DTS-HD Master Audio音軌的藍光版本。此外，還包含導演楊德昌與亞洲影評人湯妮·萊恩斯的音訊評論。

## 評價

### 批判性評價
根据評論匯總网站爛番茄汇总的87篇评论文章，97%的评论家给予该作正面评价，平均打分为8.3分（满分10分）。该网站总结的评论家共识是“「《一一》透過對一個家庭的描繪，精準且純熟地捕捉了日常生活的主題與細節，以及其美感。”
在Metacritic上，25位影評人共給予了94分的分數（滿分100分），這部電影獲得了「一致好評」。
《紐約時報》影評人A·O·史考特在其評論中寫道：「當我模糊的眼睛看著《一一》的片尾字幕時，努力辨識那令我淚流滿面的強烈情感，究竟是悲傷？歡愉？還是歡笑？我最終決定，這全都是，但主要是感激之情」。 《洛杉磯時報》影評家肯尼斯·圖蘭評論：「這是一部細膩但力量十足的電影，展現了以宏觀視野看待生命的能力，能夠洞察隱藏在幸福背後的悲傷，也能察覺悲傷中的幽默感」。 《村聲》的J·霍伯曼稱《一一》為「一部清晰、優雅、細膩且帶幽默感的情感劇，卻絕非過於感傷」，他讚賞楊德昌的導演功力，並評論：「他以巧妙的手法指揮著一整季肥皂劇般的家庭危機」。 《紐約客》影評人大衛·丹拜總結：「故事以極為平靜和耐心的節奏逐步展開，直到結尾時幾乎每個鏡頭都顯得意義重大」。

### 獎項與榮譽
《一一》於2000年首度亮相坎城影展，隨即在國際影展上獲得多項大獎。楊德昌憑此片獲得坎城影展的最佳導演獎，同年亦入圍金棕櫚獎。此外，該片獲得卡羅維發利國際影展的Netpac獎（評語：「對臺灣世代與文化差異的敏銳且細膩描寫，及面對艱難時代所做的痛苦選擇」），並榮獲溫哥華國際影展的Chief Dan George人道主義獎。在2000年薩拉熱窩影展，與《顛倒人生》並列獲得全景評審團獎。
2002年，英國電影雜誌《視與聽》將《一一》評選為過去25年十大最佳電影之一。《一一》亦在2009年村聲電影票選中列為「十年最佳電影」第三名，並與2000年的《公社（巴黎，1871）》及2007年的《索命黃道帶》並列；同年，在IndieWire影評人票選「十年最佳電影」中亦排名第三。影評人尼格爾·安德魯斯在《金融時報》評論中表示：「若將《一一》描述為一部三小時的臺灣家庭劇，就像說《公民凱恩》只是一部關於報紙的電影一樣膚淺」。
該片在2012年《Sight & Sound》影評人與導演票選中共獲得20票,並在2016年英國BBC調查中，被評為21世紀第八佳電影。2019年，《衛報》將《一一》列為21世紀百大佳片第26名。2025年6月，《紐約時報》將該片評為「21世紀百大電影」排行榜第40名，並在該榜讀者票選版中排名第69。2025年7月，《滾石雜誌》將《一一》列為「21世紀百大電影」第八名。
| 獎項               | 類別         | 提名                  | 結果 |
| ------------------ | ------------ | --------------------- | ---- |
| 第53屆坎城影展     | 金棕櫚獎     | 楊德昌                | 提名 |
| 第53屆坎城影展     | 最佳導演獎   | 楊德昌                | 獲獎 |
| 國家影評人協會獎   | 最佳影片     | 《一一》              | 獲獎 |
| 國家影評人協會獎   | 最佳導演     | 楊德昌                | 提名 |
| 紐約影評人協會獎   | 最佳外語片   | 《一一》 (台灣、日本) | 獲獎 |
| 洛杉磯影評人協會獎 | 最佳外語片   | 《一一》              | 獲獎 |
| 波士頓影評人協會獎 | 最佳影片     | 《一一》              | 提名 |
| 波士頓影評人協會獎 | 最佳導演     | 楊德昌                | 提名 |
| 波士頓影評人協會獎 | 最佳外語片   | 《一一》              | 提名 |
| 凱薩電影獎         | 最佳外國電影 | 《一一》 (台灣)       | 提名 |
| 線上影評人協會獎   | 最佳外語片   | 《一一》 (台灣)       | 提名 |
| 線上影評人協會獎   | 最佳外語片   | 《一一》 (台灣)       | 提名 |
| 東南影評人協會獎   | 最佳外語片   | 《一一》              | 提名 |
| 華語電影傳媒大獎   | 最佳電影     | 《一一》              | 獲獎 |
| 華語電影傳媒大獎   | 港台最佳電影 | 《一一》              | 獲獎 |
| 華語電影傳媒大獎   | 港台最佳導演 | 楊德昌                | 獲獎 |

## 備註
1. ↑  全國電影票房截至2017年八月前資訊 （页面存档备份，存于）,2017.09.05 國家電影中心
2. ↑  . festival-cannes.fr.   [2020-08-30]. （原始内容存档于2013-12-14）. |url-status=和|dead-url=只需其一 (帮助)
3. ↑  . festival-cannes.com.   [2009-10-13]. （原始内容存档于2012-03-08）.
4. ↑  . They Shoot Pictures, Don't They. 2016  [2016-10-03]. （原始内容存档于2015-08-31）.
5. 1 2  . BBC. 2016-08-23  [2016-10-03]. （原始内容存档于2017-01-31）.
6. ↑  Manohla Dargis and A.O. Scott. . NY Times. 2017-06-09  [2017-06-09]. （原始内容存档于2021-02-14）.
7. ↑  動畫電影－楊德昌一生的夢 Archive.today的存檔，存档日期2012-07-19，《聯合晚報》
8. ↑  辦回顧展 「一一」有日資最難談[永久]，《聯合報》
9. ↑  .   [2019-08-06]. （原始内容存档于2021-04-20）.
10. ↑  . The Criterion Collection.   [2025-08-09]. （原始内容存档于2023-06-27）.
11. ↑  .   [2011-06-17]. （原始内容存档于2021-10-30）.
12. ↑  . Rotten Tomatoes. Fandango Media.
13. ↑  . Metacritic. Fandom.
14. ↑  Kehr, Dave. . The New York Times. 2001-01-14  [2023-04-20]. ISSN 0362-4331. （原始内容存档于2024-01-14） （美国英语）.
15. ↑  Turan, Kenneth. . Los Angeles Times. 2000-12-01  [2023-07-08]. （原始内容存档于2024-04-02） （美国英语）.
16. ↑  Hoberman, J. . The Village Voice. 2000-10-03  [2023-07-08].
17. ↑  Denby, David. . The New Yorker. 2000-12-31  [2023-08-01]. ISSN 0028-792X （美国英语）.
18. ↑  John Anderson, Edward Yang, University of Illinois Press, page 10 (2005).
19. ↑  . British Film Institute. 2012  [October 3, 2016]. （原始内容存档于October 5, 2016）.
20. ↑  Bradshaw, Peter; Clarke, Cath; Pulver, Andrew; Shoard, Catherine. . The Guardian. September 13, 2019  [September 17, 2019]. （原始内容存档于2022-01-15）.
21. ↑  . The New York Times. 2025-06-23  [2025-08-09]. （原始内容存档于2025-06-26）.
22. ↑  . The New York Times. 2025-07-02  [2025-07-02].
23. ↑  . Rolling Stone. 2025-07-01  [2025-08-09]. （原始内容存档于2025-07-05）.

## 外部連結
- 開眼電影網上《一一》的資料（繁體中文）
- 豆瓣电影上《一一》的資料 （简体中文）
- 时光网上《一一》的資料（简体中文）
- AllMovie上《一一》的资料（英文）
- 爛番茄上《一一》的資料（英文）
- 香港影庫上《一一》的資料（繁體中文）
- 互联网电影数据库（IMDb）上《一一》的资料（英文）
- 一一（A One and a Two） （页面存档备份，存于），日本電影資料庫